# Vetlanda
Vetlanda è una città della Svezia, capoluogo del comune omonimo, nella contea di Jönköping. Ha una popolazione di 12.691 abitanti.
Il Vetlanda BK, la locale squadra di bandy ha vinto per tre volte il campionato svedese (1986, 1991 e 1992) e il campionato europeo nel 1991.